# 치아구 마르케스 헤젠지
치아구 마르케스 헤젠지(포르투갈어: Tiago Marques Rezende, 1988년 3월 3일 ~ )는 통상 치아구 마르케스(Tiago Marques)로 불리는 브라질의 축구 선수로, 포지션은 공격수이다. K리그 등록명은 찌아구이다.